# Слободан Бобе Филимоновић
Слободан Бобе Филимоновић (Обреновац, 28. март 1928 — Београд, 6. април 2019) српски издавач, писац и друштвено политички радник.

## Биографија
Рођен у Обреновцу, детињство провео у селу Грабовац код Обреновца, у земљорадничкој породици. Завршио Гимназију у Обреновцу, а потом студирао светску књижевност на Филолошком факултету у Београду и Академију драмских уметности у Београду. После рата, оставши без родитеља, постао скојевац и предводио обреновачке омладинце на радној акцији Ада Циганлија. У Београду је 1956. године основао варијете у коме су музичари и глумци изводили драмске минијатуре и рецитовали поезију. У том специфичном театру, који је трајао до 1958. године, учествовали су, поред осталих, песник Брана Петровић и оперски првак Живан Сарамандић. После 1958. одлази у Црну Гору где се запошљава као новинар-уредник, а у том периоду почиње да пише песме и приповетке. Од 1967. године ради на месту директора Библиотеке "Влада Аксентијевић" у Обреновцу. Уз свесрдну помоћ тадашњег градоначелника Београда Бранка Пешића успева да обнови једну од најстаријих и најлепших зграда у Обреновцу, Милошев конак и претвори је у зграду библиотеке, где се обреновачка библиотека и данас налази. У том периоду, у обновљеној згради, организује бројне књижевне вечери, изложбе и друге програме културе. 1980. године прелази у Београд и оснива издавачко предузеће Нова књига у коме објављује дела из области књижевности, историје и публицистике. Од 1990. године оснива нову издавачку кућу Нова Европа. Један је од оснивача сајма књига у Бања Луци. Своје књижевне радове, песме и приповетке, сакупио је и објавио у збирци Путокази мога оца Милоша објављеној 2018. године.

## Уреднички рад и важнији издавачки подухвати
- Magnum Crimen - Виктор Новак, (Нова књига, 1986)[3]
- Поезија и критика, 1 и 2, избор поезије и критике [4]
- Књига о химни - Миливоје Павловић, (Нова књига, 1984)[5]
- Нож - Вук Драшковић, (Нова књига, 1987)[6]
- Темељи српске духовности - Драган Недељковић, (Нова Европа, 2000)[7]
- Тајне и страхови Иве Андрића - Неђо Шиповац, (Нова Европа, 2007)[8]